# Hainaut-i Izabella francia királyné
Hainaut-i Izabella (Lille, 1170. április 23. – Párizs, 1190. március 15.) Franciaország királynéja, II. Fülöp Ágost francia király első felesége, V. Balduin hainaut-i gróf és I. Margit flamand grófnő leánya volt.

## Élete
Az 1179-ben ifjú királlyá felkent Fülöp 1180. április 28-án vette feleségül Bapaume-ban, majd május 29-én királynévé koronázták. A frigynek politikai töltete volt, mivel az új király Flandriában és Hainaut-ban keresett ellensúlyt a korábban édesanyja, Champagne-i Adél révén az udvarban megerősödő champagne-i nemesekkel szemben – mi több, az hainaut-i grófi család a Karolingoktól származott.
Bár a híradások szerint igen művelt és kifinomult nő volt, a költők nagy pártfogója, Fülöp 1184-ben a túl közeli vérrokonságra hivatkozva el akart tőle válni, mivel 14 éves koráig nem szült fiúörököst férjének. Az e célból összehívott senlis-i gyűlésen azonban a közfelháborodás a visszakozásra kényszerítette a türelmetlen uralkodót – szerencséjére, mert az érettebbé váló Izabella 1187-ben megszülte a trónörököst, a későbbi VIII. (Oroszlán) Lajost.
A fiatal királyné 1190-ben halt meg szülés közben. A párizsi Notre-Dame székesegyházban helyezték örök nyugalomra Normandiában hadakozó férje távollétében. Fülöp 1193-ban nősült újra, I. Valdemár dán király leányát, Ingeborg hercegnőt vette feleségül.

## Gyermeke
- Lajos (1187–1226), később Franciaország királya.